# Маннар
Маннар (синг. දිස්ත්රික්කය, там. மன்னர் ஐலன்ட்) — остров в Полкском проливе. Входит в состав государства Шри-Ланка. Площадь — 130 км². Население — 45307 человек. (2003).

## Природа и география
Маннар сложен преимущественно известняками, высота над уровнем моря небольшая. Остров вытянут с юго-востока на северо-запад. Примерная длина — 18 км, ширина — 2 км. Берега песчаные. На севере выделяется широкий пляж. Преобладают краснозёмные почвы.
Климат тропический пассатный, засушливый. Сезон муссонов длится всего 2 месяца.
Флора представлена зарослями кустарников и деревьев. Фауна бедная. В прошлом на остров были интродуцированы африканские ослы и баобабы. Много птиц.
Соединён с основной частью Шри-Ланки шоссе А14. В 1914—1964 годах действовала железнодорожная и паромная переправа в Индию, разрушенная в результате урагана. Планируется восстановить её после 2012 года.

## История
Заселение острова Маннар произошло в глубокой древности. С середины I тысячелетия до н. э. он контролировался правителями Анурадхапура. С конца I тысячелетия до н. э. сюда стали переселяться тамилы из Южной Индии, в том числе представители благородной касты карияров — Курукула. Они традиционно занимались сельским хозяйством и ловом рыбы.
В XVI веке Маннар был захвачен португальцами, которые построили на нём крепость и окрестили часть местного населения. В XVII веке остров был присоединён к владениям Нидерландов, а в конце XVIII века — Великобритании. В 1948 году остров стал частью независимой Шри-Ланки.
Во время Гражданской войны 1983—2009 годов находился в зоне боевых действий. В 1990 году бойцы Тигров освобождения Тамил Илама выселили из Маннара всех мусульман.

## Достопримечательности
На острове имеется несколько индуистских храмов и священных мест. Сохранились руины христианского храма и португальской крепости. Военно-морская база стремится развивать туризм на северном побережье, в том числе организует плавание вдоль северных островов.